# 程海峰
程海峰（1973年2月21日—），是已经退役的中国足球运动员，司职前锋，曾经效力过多支上海球队。
1994年，程海峰从原上海队入选甲A联赛上海申花，不过因为不甘愿作替补，1995年转投刚刚升入甲B联赛的上海大顺，并且与前国脚蔡晟、名将黎梓菲、纪捷并列当年甲B联赛的最佳射手。不过此后程海峰再也没有达到这种状态，随球队并入上海浦东后不久又被挂牌。转投乙级联赛上海有线02，冲甲失败后俱乐部又被上海申花收并，程海峰转而去申花足球学校担当了一段时间的教练。
退出职业足坛的程海峰之后曾在丙级联赛、五人制足球等比赛中出现。